# August Reichensperger

August Reichensperger (1808–1895). Photographie von Leopold Haase & Comp., Berlin um 1874

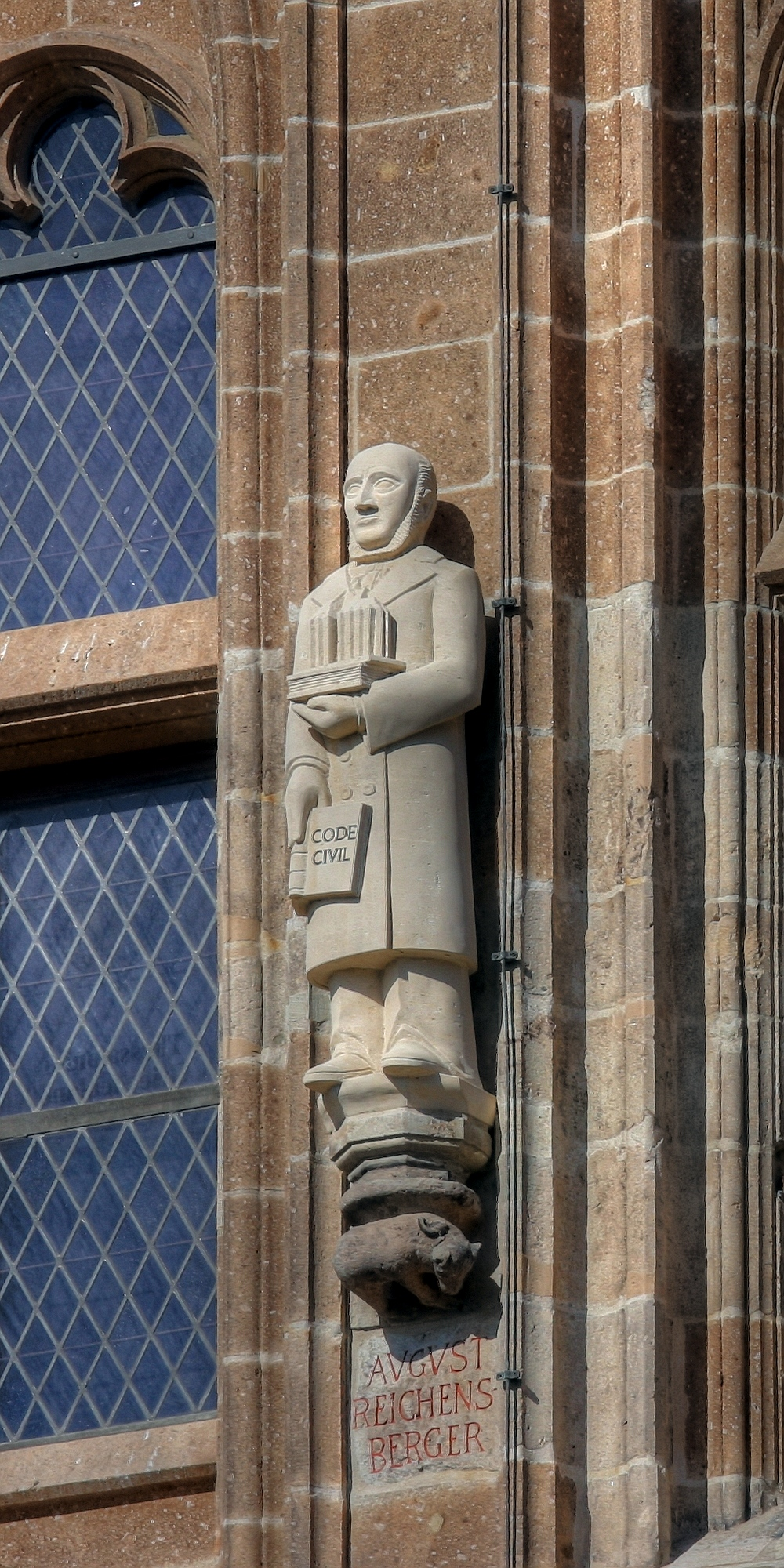
Statue des August Reichensperger am Rathausturm des Kölner Rathauses. Bildhauer: Hans-Otto Lohrengel

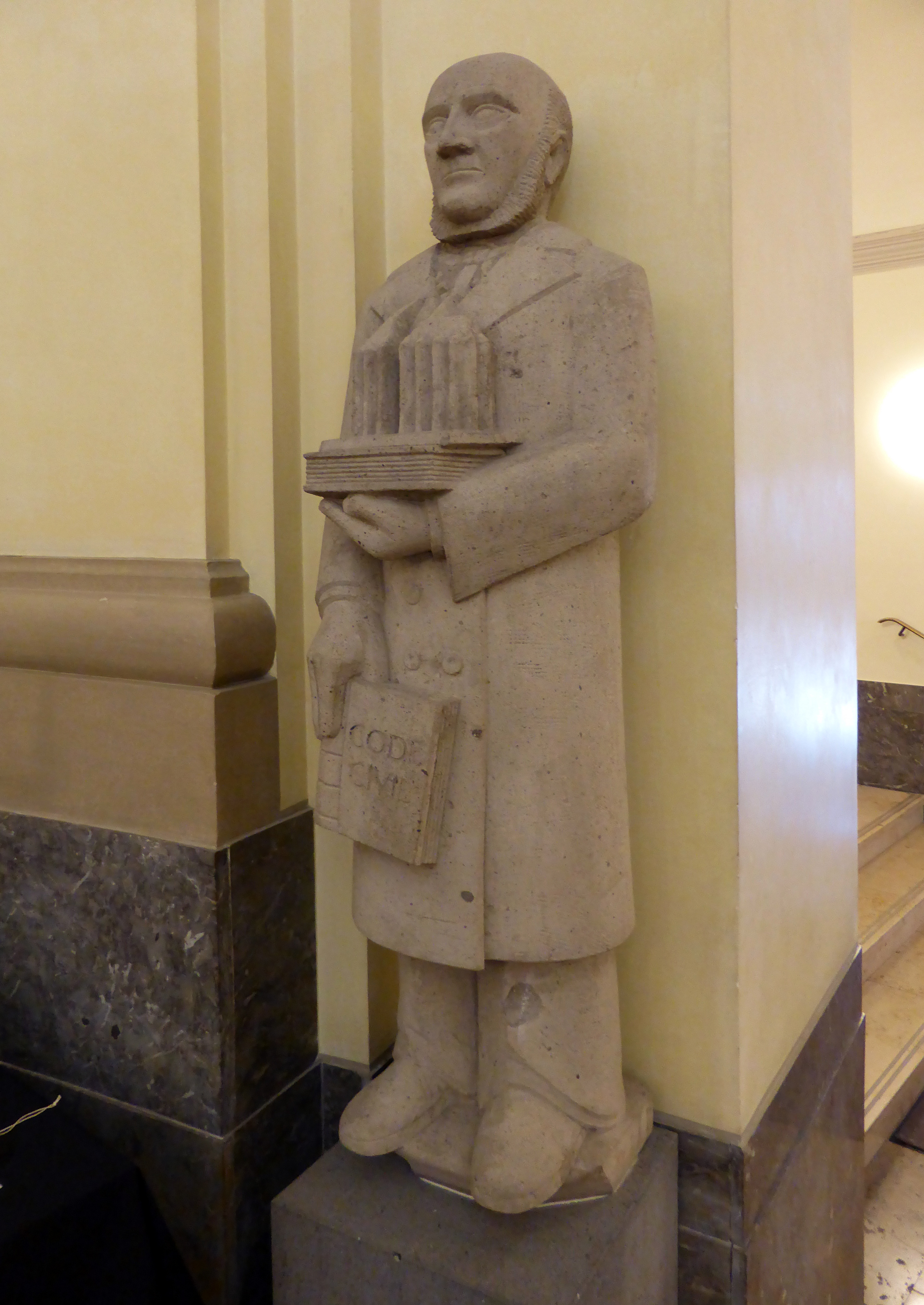
August Reichensperger-Statue im Oberlandesgericht Köln.

August Reichensperger (* 22. März 1808 in Koblenz; † 16. Juli 1895 in Köln) war ein deutscher Jurist und Politiker sowie Förderer des Kölner Doms.

## Leben
Reichenspergers Vater, der aus Simmern stammte, war erst Strafrichter, dann Präfekturrat in Koblenz, der Hauptstadt des damaligen Département de Rhin-et-Moselle. Nachdem dieser früh (1812) verstorben war, erzog die Mutter ihre vier Kinder alleine und ermöglichte ihren zwei Söhnen ein Studium. Reichensperger studierte nach dem Abitur 1827 Jura in Berlin, Bonn und Heidelberg. Er wurde zum Dr. phil. promoviert, bevor er in den Staatsdienst eintrat. Seine erste Stelle fand er am Landgericht Trier, wo er von 1844 bis 1848 tätig war. Anschließend war er von 1849 bis 1879 Appellationsgerichtsrat in Köln, wo zeitweise auch sein Bruder Peter Reichensperger wirkte.
Seit 1840 engagierte sich Reichensperger für den Weiterbau des Kölner Doms, so war er Gründungsmitglied des Zentral-Dombau-Vereins zu Köln.
Im Jahr 1848 war er Mitglied der Frankfurter Nationalversammlung und 1850 des Erfurter Unionsparlaments. In beiden Fällen bekämpfte er die preußischen Hegemoniebestrebungen und stimmte jeweils gegen das preußische Erbkaisertum und die Unionspläne. Einen Sitz im preußischen Abgeordnetenhaus hatte Reichensperger von 1850 bis 1863 inne und war einer der führenden Personen der katholischen Fraktion. Am 6. September 1858 war er Präsident des Katholikentages in Köln. Von 1871 bis 1884 war er Mitglied des Deutschen Reichstags für den Wahlkreis Krefeld und trat der neu gegründeten Fraktion der Zentrumspartei bei. Neben Ludwig Windthorst, Hermann von Mallinckrodt und seinem Bruder Peter war er einer der führenden Persönlichkeiten des politischen Katholizismus und ein engagierter Vorkämpfer der katholischen Laienbewegung in Deutschland. 1851 war er an der Gründung des „Akademischen Lesevereins“ (jetzt KStV Askania-Burgundia Berlin) in Berlin im KV beteiligt und wurde 1871 dessen Ehrenmitglied.
Reichensperger hatte vielfältige Interessen und beschäftigte sich neben der Politik intensiv mit Kunst, Architektur und Literatur. Er propagierte in zahlreichen Veröffentlichungen vor allem die Neugotik und setzte sich neben dem Weiterbau des Kölner Doms für die Restaurierung mittelalterlicher Baudenkmäler ein. Dabei forderte er die Entfernung späterer Ausstattungsstücke oder Anbauten und eine „stilgerechte“ Ergänzung in mittelalterlichen Formen. Bei zahlreichen Bau- und Restaurierungsprojekten gab er Gutachten ab oder äußerte sich durch Veröffentlichungen, mitunter auch in recht polemischer Form.
Legendär sind seine Reichstagsdebatten mit der Polemik gegenüber dem Chef der Reichspost Heinrich Stephan über den anzuwenden Baustil beim jeweiligen Postneubau.

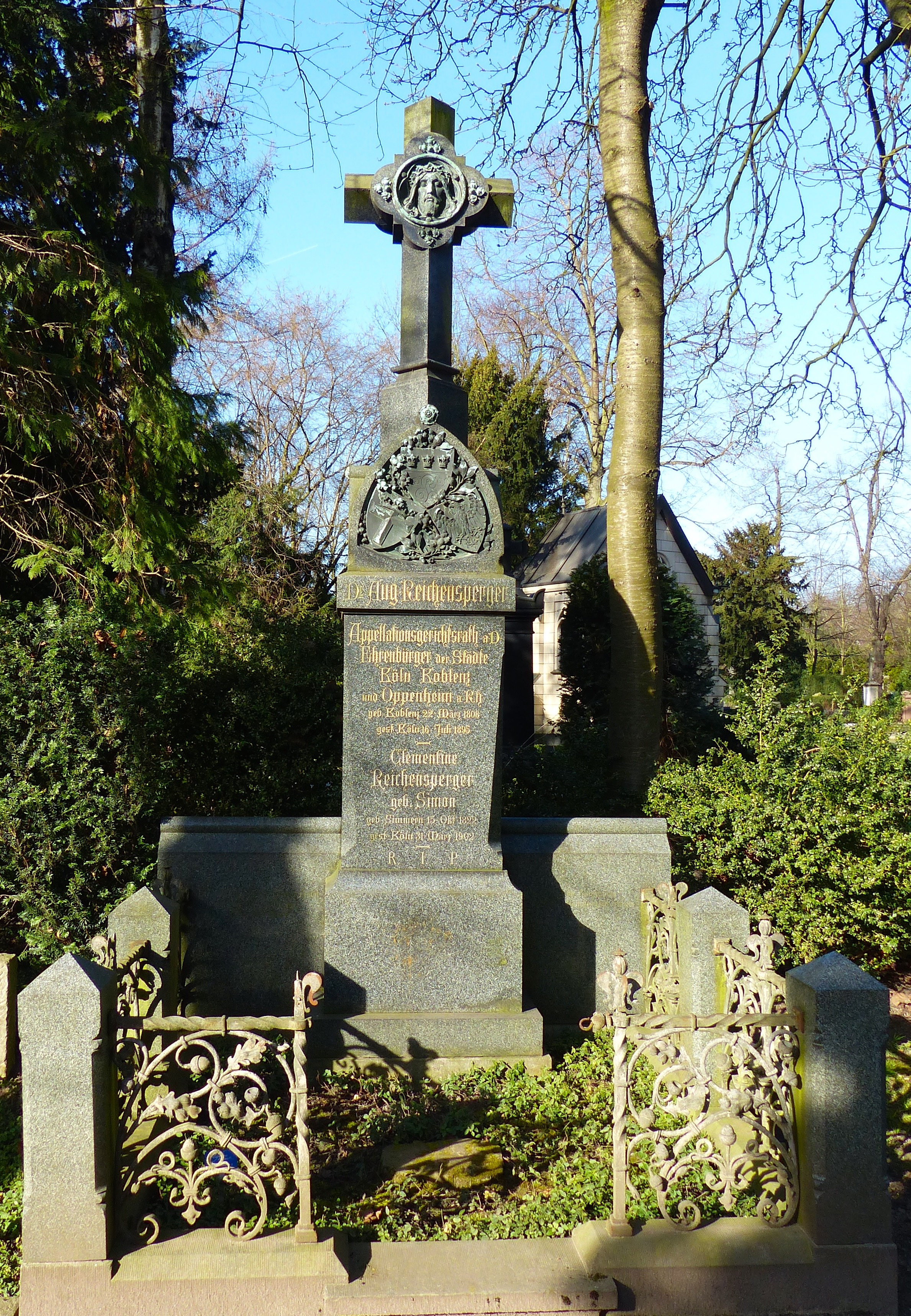
Grabmal August Reichensperger auf dem Kölner Melaten-Friedhof (Lit. F zwischen HWG und Lit. H)

Im Jahr 1895 wurde Reichensperger Ehrenbürger der Stadt Köln, zuvor war er schon im Jahr 1889 Ehrenbürger von Oppenheim und im Jahr 1892 Ehrenbürger von Koblenz geworden.
Nach seinem Tod benannte die Stadt Köln 1897 den Platz im Schnittpunkt der Merlo- und der Weißenburgstraße mit der Riehler Straße in Reichenspergerplatz um. Hier wurde 1911 das Justizgebäude für das Oberlandesgericht Köln und andere Gerichte eingeweiht. Auch die dortige U-Bahn-Haltestelle trägt den Namen des Platzes.
Reichensperger ist in einem Ehrengrab auf dem Friedhof Melaten beerdigt.

## Veröffentlichungen (Auswahl)
- Die 14 Standbilder im Domchore zu Köln. 1842
- Die christlich-germanische Baukunst, Trier. 1852
- Die katholischen Interessen im 19. Jahrhundert. 1853
- Vermischte Schriften über christliche Kunst. 1856
- Parlamentarische Reden 1848–57. 1858
- Phrasen und Schlagwörter. 1872
- Allerlei aus dem Kunstgebiete. 1867
- William Shakespeare. 1871
- Augustus Pugin, der Neubegründer der christlichen Kunst in England, Freiburg. 1877
- Die Bauhütten des Mittelalters. 1879
- Zur neueren Geschichte des Dombaus in Köln. 1881
- Friedrich Freiherr von Schmidt. Zur Charakterisirung des Baumeisters. 1891.